# 中華人民共和國專屬經濟區

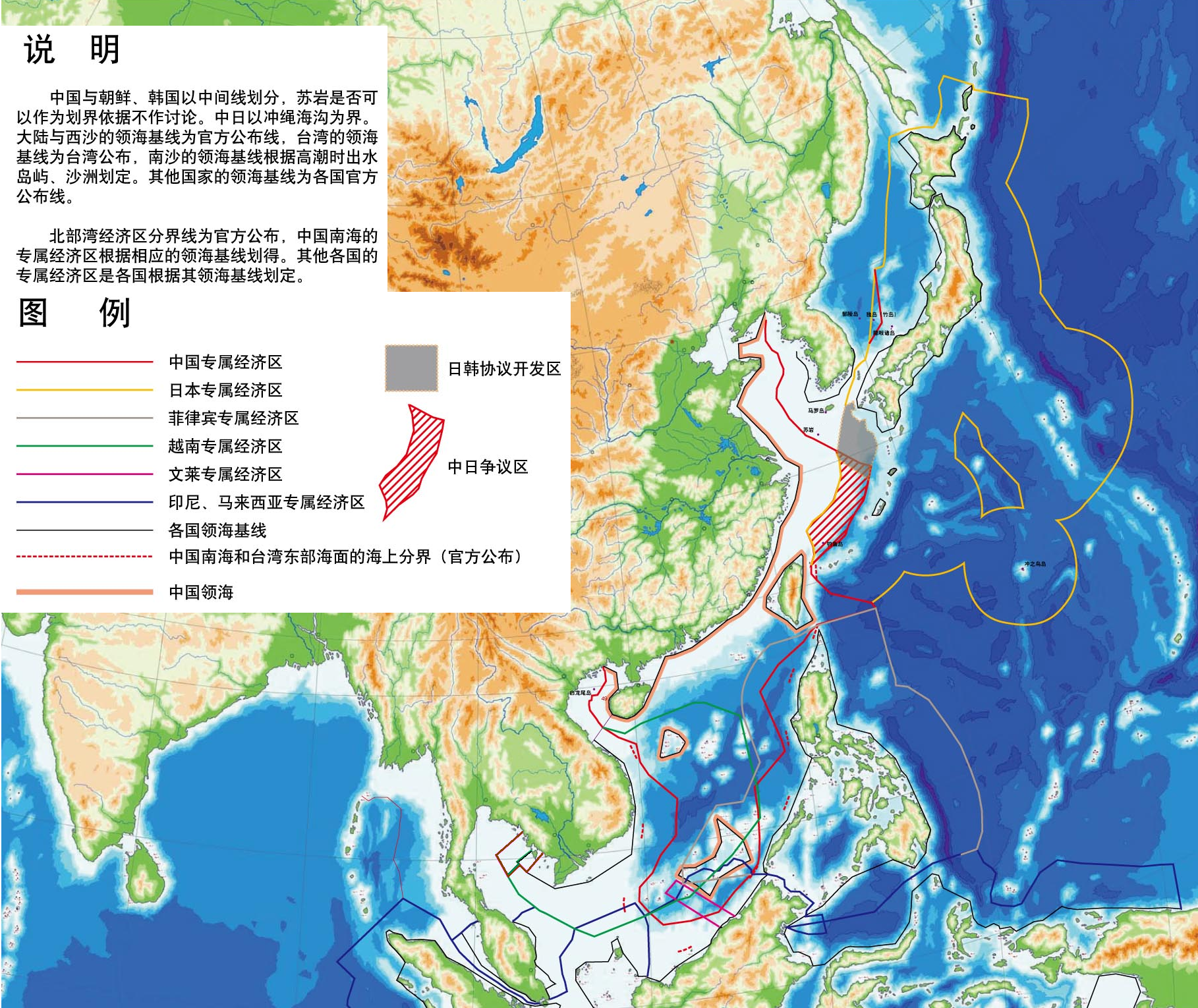
紅色線包圍的區域表示中華人民共和國主張的專屬經濟區，含大陸架延伸區域，並包括台灣、西沙群島及南沙群島等爭議性區域，其他顏色的界線是其他國家主張的管轄海域

中華人民共和國專屬經濟區是指中華人民共和國的專屬經濟區。根據中华人民共和国自然资源部的公開資料，中華人民共和國主張的海域管理面積約爲300萬平方公里，這面積包括內海、領海毗鄰區、專屬經濟區及大陸架，該宣稱除了包括陸地邊緣延伸200海里，如中國在海底的大陸架延伸超過200海里，則管轄的範圍延伸至沿岸350海里，或不超過2500公尺等深線以外100海里。中華人民共和國的全國人大信息中心及中国科学院南海海洋研究所發表的資料均認爲中國管轄海域約300萬平方公里，但未有提及其所稱之專屬經濟區的確實面積。

## 概要
中國國家海洋局研究員接受《環球時報》訪問稱，雖然專屬經濟區和大陸架常被同時提及，但兩者的概念是有分別的，專屬經濟區最寬200海里，大陸架從沿岸延伸如超越200海里的專屬經濟區界限，被稱為「外大陸架」，200海里內稱為「內大陸架」，而在領海範圍外的專屬經濟區及大陸架，當事國都沒有主權，但可根據《聯合國海洋法公約》有海域資源的管轄權。如果兩國的專屬經濟區因為海域寬度不足400海里而發生重疊，一般會以中間線劃分兩國的專屬經濟區，但中國在東海主張的管轄權應由其大陸架延伸至中間線以外至琉球海溝，與日本認為海域寬度不足400海里便不認可大陸架延伸，應以中間線為專屬經濟區劃界的立場有別，至今仍未能夠取得共識。

## 管理
聯合國於1982年第三次海洋法會議通過《聯合國海洋法公約》決議，對專屬經濟區的範圍作出規定。中國於1982年簽署，1996年批准，1998年6月26日《中华人民共和国专属经济区和大陆架法》由第九屆全國人民代表大會常務委員會通過及生效。中國海警是中華人民共和國專屬經濟區的主要執法機關，中國漁政則負責區內漁業資源的管理。

## 爭議區域

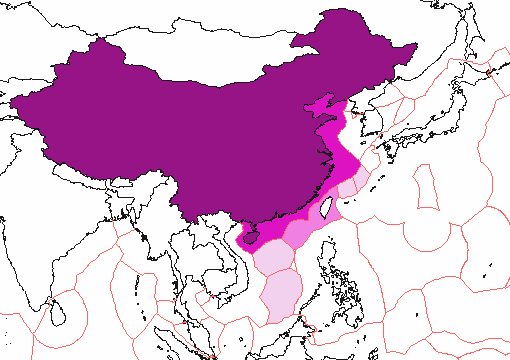
中華人民共和國專屬經濟區：
無爭議區域
有爭議區域，與中華民國宣稱的區域重疊
有爭議區域，與其他國家宣稱的區域重疊

中華人民共和國宣稱的專屬經濟區與周邊國家宣稱的區域重疊及發生爭議，除了涉及東盟國家的南海爭議，與韓國的蘇岩礁爭議，與日本的釣魚臺列嶼爭議，也因爲中華人民共和國不承認中華民國的主權，認爲中華民國的領海及專屬經濟區都屬於中華人民共和國的管轄範圍，並因而與第三方國家發生爭議。